# Образование в Германии

Схема немецкого образования

Образова́ние в Герма́нии имеет классическую структуру, включающую в себя 3 уровня: дошкольное, среднее и высшее.
Каждая земля в Германии имеет собственный закон об образовании, поэтому организация обучения и нюансы получения аттестатов и дипломов могут значительно различаться. Например, в Берлине и Бранденбурге дети учатся в начальной школе 6 лет, а на остальной территории страны — 4 года.

## Дошкольное образование
Большинство немецких детей начинает посещать дошкольные учреждения (Kindergarten) в возрасте 3 лет. В некоторых детских садах работают ясли (Kinderkrippe), которые принимают воспитанников с шестимесячного возраста, но попасть в них достаточно трудно. Чаще всего места в яслях достаются детям из неполных семей.
Стоимость посещения детского сада устанавливают местные власти. Так, в Берлине и Баварии детские сады бесплатны, а в Нижней Саксонии родители платят около 250 евро в месяц. Малоимущим и многодетным семьям во всех землях Германии предоставляются значительные скидки.
Занятия в немецких дошкольных учреждениях проходят только в игровой форме. Во время них детей учат находить общий язык со своими сверстниками. Кроме того, большое внимание уделяют развитию речи и образного мышления. Есть лесные детские сады.
Из-за большого количества детей мигрантов все воспитанники детских садов, достигшие четырёхлетнего возраста, проходят тестирование на знание немецкого языка. Дети, не справившиеся с заданиями, бесплатно посещают дополнительные занятия.

## Школьное образование
Школьное образование в Германии всеобщее и бесплатное. Обязательно 10-летнее образование. В целом система школьного образования рассчитана на 12—13 лет. На сегодняшний день в Германии около 50 тысяч школ, в которых обучается более 12,5 миллионов школьников. Система школьного образования подразделяется на три ступени: начальное, среднее 1-й ступени и среднее 2-й ступени.
Все дети, достигшие шестилетнего возраста, начинают обучение в начальной школе (Grundschule). Обучение в начальной школе продолжается четыре года (четыре класса), нагрузка составляет от 20 до 30 часов в неделю. В начальной школе на 2008 год училось примерно 3 миллиона школьников.
В средней школе Германии применяется шестибалльная система оценки знаний учеников. 
В эквиваленте с немецкого стандарта оценки знаний на систему оценивания знаний в школах СНГ следует:
1 — (ausgezeichnet / sehr gut) — Отлично - 5 по системе СНГ
2 — (gut) — Хорошо - 4,5 по системе СНГ
3 — (befriedigend) — Удовлетворительно - 4 по системе СНГ
4 — (ausreichend) — Достаточно - 3,5 по системе СНГ
5 — (mangelhaft) — Неудовлетворительно - 3 по системе СНГ
6 — (ungenügend) — Недостаточно - 2 по системе СНГ

## Среднее образование
Образование второй ступени (среднее I) продолжается до 10-го класса.
После начальной школы происходит разделение детей, в основном по способностям, на четыре разные группы.
Наиболее слабые ученики направляются для дальнейшего обучения в так называемой «главной школе» (Hauptschule), где обучаются 5 лет. Основная цель этой школы — подготовка к малоквалифицированной профессиональной деятельности. Здесь даётся базовое образование. Средняя нагрузка 30-33 часа в неделю. После окончания главной школы молодой немец может начать работать или продолжить обучение в системе профессионального образования. Ученики со средними результатами идут в «реальную школу» (Realschule) и обучаются там 6 лет. После окончания реальной школы можно устроиться на работу, а наиболее способные могут продолжить обучение в 11-м и 12-м классах гимназии. Также существуют вспомогательные школы. В специальной школе учатся дети с умственными или физическими отклонениями в развитии. Здесь они получают лишь самые элементарные знания по общеобразовательным предметам и овладевают какой-либо специальностью для дальнейшей работы на производстве.
В гимназии школьник получает образование классического типа. После окончания гимназии даётся аттестат зрелости, дающий право на поступление в университет.
Среднее образование второй ступени (среднее II) осуществляется только в гимназии в 11-м и 12-м классах. Ученики тринадцатого класса гимназии считаются абитуриентами. В тринадцатом классе гимназии ученики готовятся к учёбе в высших учебных заведениях. По окончании тринадцатого класса гимназии ученики сдают экзамены по основным школьным предметам (Abitur). Уровень обучения в 12-м и 13-м классах и уровень выпускных экзаменов в гимназии очень высок. Вступительные экзамены в высшие учебные заведения Германии не проводятся. Приём осуществляется в соответствии со средней оценкой в аттестате, а также с учётом некоторых социальных факторов. Если на обучение в высшем учебном заведении претендентов больше, чем мест, то принимаются лучшие, а остальные записываются в очередь; они могут получить место для обучения в следующем году.
Среднее образование в Германии представлено профессиональными училищами, специальными профессиональными училищами и высшими специальными училищами.
ФРГ подвергается постоянной критике со стороны Организации экономического сотрудничества и развития за её политику в области образования. Правительство пока не принимает мер по устранению выявленных проблем в системе образования[каких?]. По подсчётам Организации экономического сотрудничества и развития, расходы ФРГ на образование ниже среднего. При этом существует дисбаланс в финансировании учебных заведений. В то время как затраты на начальную школу относительно низки, большие средства инвестируются в высшие учебные заведения. По подсчётам экспертов, Германия может в дальнейшем понести убытки, если не будет осуществлена образовательная реформа.

## Высшее образование
Немецкая система высшего образования отличается многообразием типов вузов. Всего в Германии 376 вузов, из них 103 университета и 176 вузов прикладных наук. Получение первого высшего образования почти во всех вузах до недавнего времени было бесплатно как для немцев, так и для иностранцев.
После прихода к власти СДПГ в земле Северный Рейн — Вестфалия вслед за предвыборным обещанием в этой земле была отменена плата за обучение в 500 евро в семестр с 2011 года. Этому последовали и другие федеральные земли Запада и Юга Германии. Количество студентов составляет почти 2 млн, из которых 48 % женщины, 250 000 иностранные студенты. Профессорско-преподавательского состава около 110 тыс. человек. Примерно 120 000 немцев учатся за границей.
Значительное число вузов — государственные и субсидируются правительством. К тому же, есть 69 частных вузов.
При поступлении в вуз не предусмотрены вступительные экзамены. От абитуриента требуется успешно сдать выпускные экзамены в школе или гимназии. При приёме на обучение престижным специальностям решающее значение имеет средний балл школьного аттестата абитуриента.
Начало семестров в немецких вузах различается в зависимости от земли, однако эти различия обычно невелики.
Желающие учиться в институтах (Fachhochschule) подают документы прямо туда. Здесь также происходит отбор на основе аттестатов.
В Германии регулярно определяются рейтинги университетов, учитывающие условия обучения и уровень преподавательских кадров, а также вероятность найти работу, окончив тот или иной вуз.
Родители всех учащихся до 25 лет в Германии имеют право получать так называемые «детские деньги» (Kindergeld) в размере 250 евро. Студенты, при учёте собственных доходов и доходов родителей, могут получать беспроцентный кредит на учёбу («BAföG»). Половину, но не более 10000 евро, от этого кредита нужно потом вернуть государству (от этой обязанности освобождены выпускники, у которых в первый год после окончания вуза родился ребёнок).
Помимо кредита на учёбу, в Германии существует множество стипендий, назначаемых различными фондами — существуют фонды партий и Фонд немецкого народа, фонды церквей, правительств земель, отделов германского правительства, а также небольших региональных организаций. Стипендии обычно рассчитаны на определённую категорию студентов, например, особо одарённых.
Стипендии предоставляются как немецким студентам, так и студентам из других стран. Основной организацией, выдающей стипендии для иностранцев является Германская Служба Академических Обменов (DAAD). Следующие крупные фонды: Фонд имени Конрада Аденауэра (Konrad Adenauer Stiftung), Фонд Фридриха Эберта (Friedrich Ebert Stiftung), NaFög (Фонд каждой из Земель) выдаёт стипендии только на написание Диссертации (Promotionsstudium). Высшее образование в Германии отличается высочайшим качеством и, как правило, бесплатным для студентов со всего мира. Университет Баден-Вюртемберга является единственной из 16 федеральных земель, которая обеспечивает плату за обучение, начиная с 1500 за семестр.

## Наука
Научные исследования в Германии осуществляются в университетах и научных объединениях, а также в корпоративных исследовательских центрах. Научные исследования в университетах финансируются из федерального бюджета, из бюджета земель и из средств, выделяемых предприятиями. В год на научные исследования в университетах тратится 9,2 млрд евро.
Научные исследования в Германии осуществляют также четыре крупных научных объединения: Общество Макса Планка, Объединение имени Гельмгольца, Общество Фраунгофера и Общество Лейбница.
В Обществе Макса Планка около 13 тысяч сотрудников, из них 5 тысяч учёных, годовой бюджет общества — 1,4 млрд евро.
В Объединении имени Гельмгольца около 26,5 тысяч сотрудников, из них 8 тысяч учёных, годовой бюджет — 2,35 млрд евро.
В Обществе Фраунгофера около 12,5 тысяч сотрудников, бюджет — 1,2 млрд евро.
В Обществе Лейбница 13,7 тысяч сотрудников, бюджет — 1,1 млрд евро.